# Лісненко Тетяна Станіславівна
Лісненко Тетяна Станіславівна (12 серпня 1959) — педагогиня, українська поетка і прозаїк, журналістка, громадська діячка. Лауреатка літературної премії імені Олександра Олеся, Володимира Сосюри, Василя Симоненка та  міської літературної премії імені Павла Ключини, Член Національної спілки журналістів України, Міжрегіональної спілки письменників України, Національної спілки письменників України, член Конгресу літераторів України. Член Всеукраїнського товариства "Просвіта" ім. Т.Г. Шевченка з 2000 року. Голова громадської організації «Літературне об'єднання „Дивослово“» у м. Ромни Сумської області. Депутат Роменської міської ради трьох скликань.

## Біографія
Тетяна Лісненко народилася 12 серпня 1959 року в селі Лучка Сумської області. Закінчила Сумський педагогічний університет імені Макаренка за фахом «учитель української мови і літератури». Працювала вчителем, Заступником директора ЗОШ №3, у 2004 році отримала посаду заступника директора з виховної роботи Роменської школи-інтернату ім. О. А. Деревської. Наразі - вчитель української мови і літератури Роменської ЗОШ №7 у Сумській області. Голова ГО "Літературне об'єднання "ДИВОСЛОВО".
Нагороди:
Медаль "За вірність заповітам Кобзаря", Знак народної пошани,  медаль "За служіння мистецтву", медаль "Слава і честь"
Автор прозово-поетичних книг:
- «Сповідь» (2002)[3]
- "Вересневий зорепад (2004)
- «На полиновім вістрі» (2005)
- «Крок до осені» (2009)[4]
- "Золоті мальви (2011)[5]
- «Гойдають соняшники небо» (2012)
- «І вишита душі моєї лиштва» (2013)[6]
- «Кобзареве слово невмируще» (2014)[7] — номінована на премію Українська книжка року 2014
- «І долі в слові поєднались» (2014)
- «Дикий мед» (2015)[8]
- «Окраєць приспаного саду» (2016)
- «Розхристане літо» (2016) — номінована на премію Українська книжка року 2016
- «Сльоза пекуча України» (2017) — номінована на премію Українська книжка року 2017
- «У музиці дощу» (2017)
- «Імпрези моєї душі» (2018)
- «Лелечі світанки» (2018)
- «Вічна дорога до мами» (2018)
- "На причілку осені" Вибране. (2019)
- "На причілку осені" Вибране. (Доповнене) (2020)
- "Весна народжується блондинкою" роман (2020)
- "Голосіння тиші" лірика  (2021)
- "Горнусь до тебе, Україно" (2021)
- "Страшне обличчя у війни" (2022)
- "Любов і ненависть" (2023)
- "Україна мальвами болить" (2024)
- "Молитви почорнілих ночей"

Укладач вісьмох колективних поетичних збірників поетів Роменщини, зокрема:
- «З Україною в серці» (2016)[9]
- «Третя весна» (2017)[10].
- «І пером, і серцем…» (2018) [Архівовано 8 травня 2021 у Wayback Machine.]
- "Антологія сучасної української поезії (2019)
- Ювілейний альманах "ДИВОСЛОВО" (2020)
- "Нескорені" 2022
- Між небом і землею" (2023)
- "На вістрі слова і пера" (2025)

Мешкає в місті Ромни Сумської області.
Друкується в міській, обласній та республіканській, Міжнародній пресах, фахових виданнях. Дипломант багатьох міжнародних літературних конкурсів, переможець фахових конкурсів.